# Патрик-Генрі-Вілледж
Патрик-Генрі-Вілледж (англ. і нім. Patrick Henry Village, PHV) — колишній сімейний житловий район армії США, розташований на південний захід від німецького міста Гайдельберг. Він був відкритий в 1947 році і названий на честь Патрика Генрі, першого губернатора Вірджинії. В максимумі мав населення до 16 000 чоловік — американських військовослужбовців та членів їхніх родин. Після терактів 11 вересня 2001 року житловий масив був обнесений парканом, а вхід сторонніх було обмежено. 6 вересня 2013 року житловий масив закрився. Станом на 2022 рік, на місці Патрик-Генрі-Вілледж починається будівництво нового житлового масиву Гайдельберга з запланованим населенням 10 000 чоловік.